# Bisbat d'Avranches

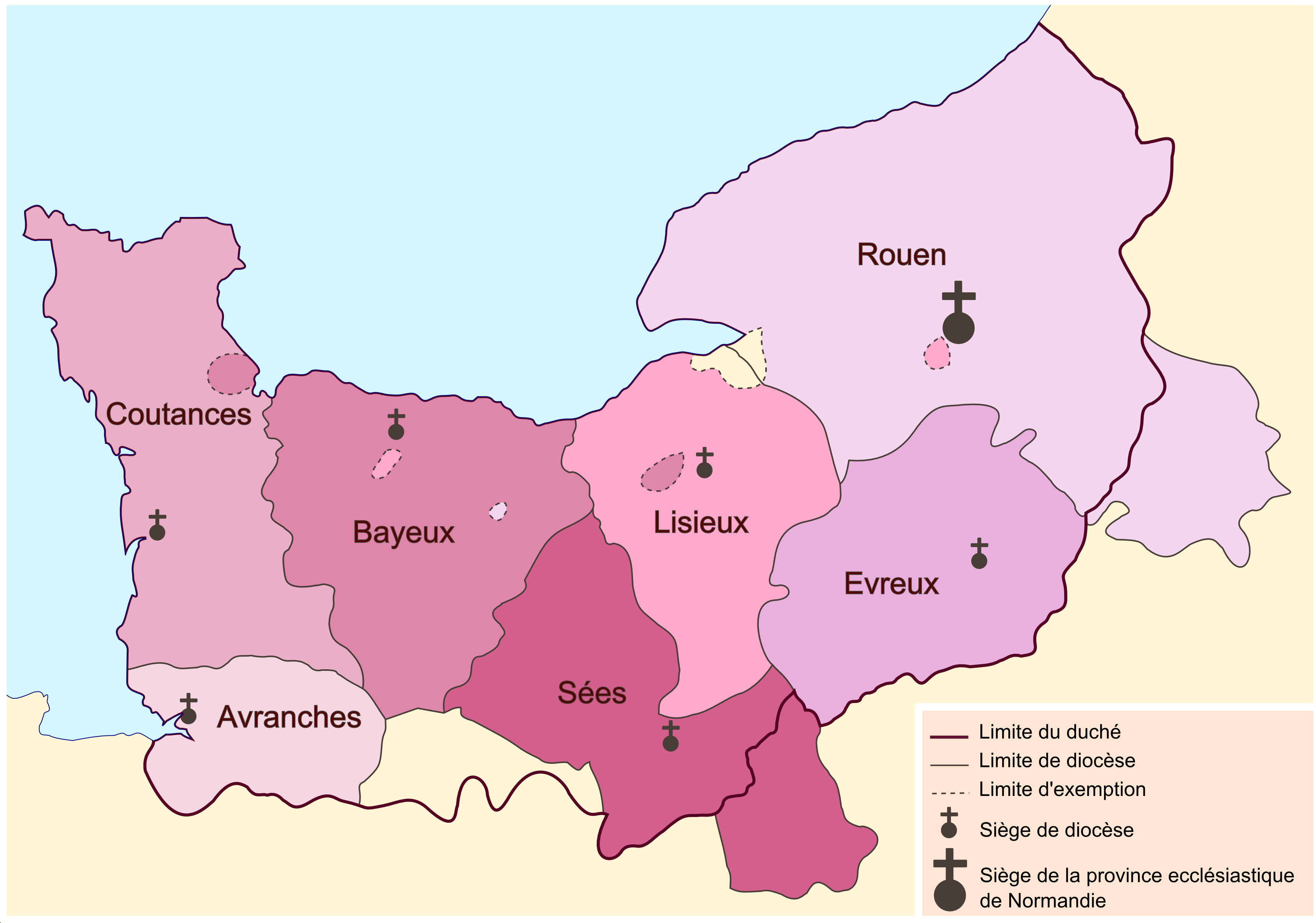
Mapa de les diòcesis històriques de Normandia abans de la revolució francesa.

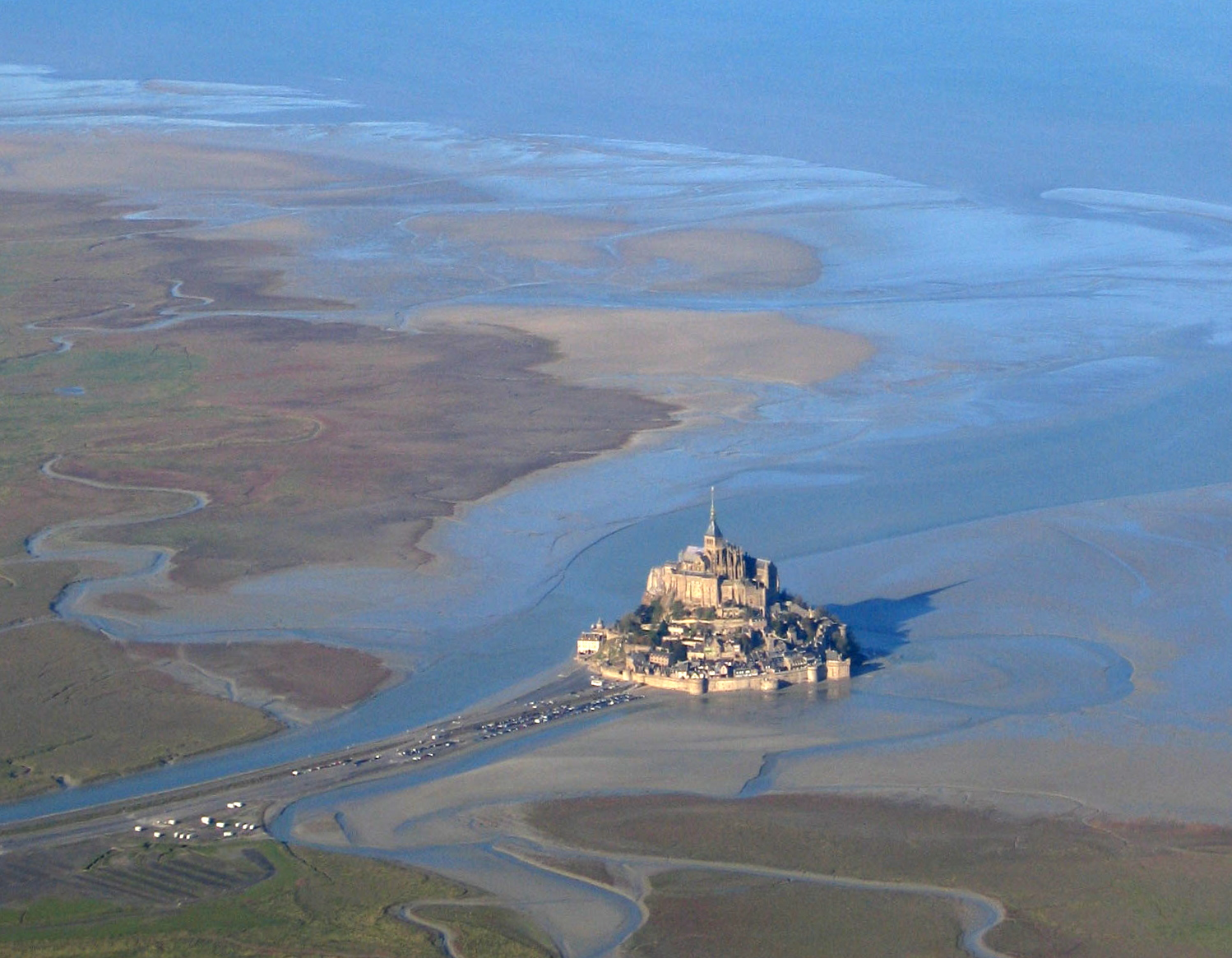
Vista aèria del Mont Saint-Michel.

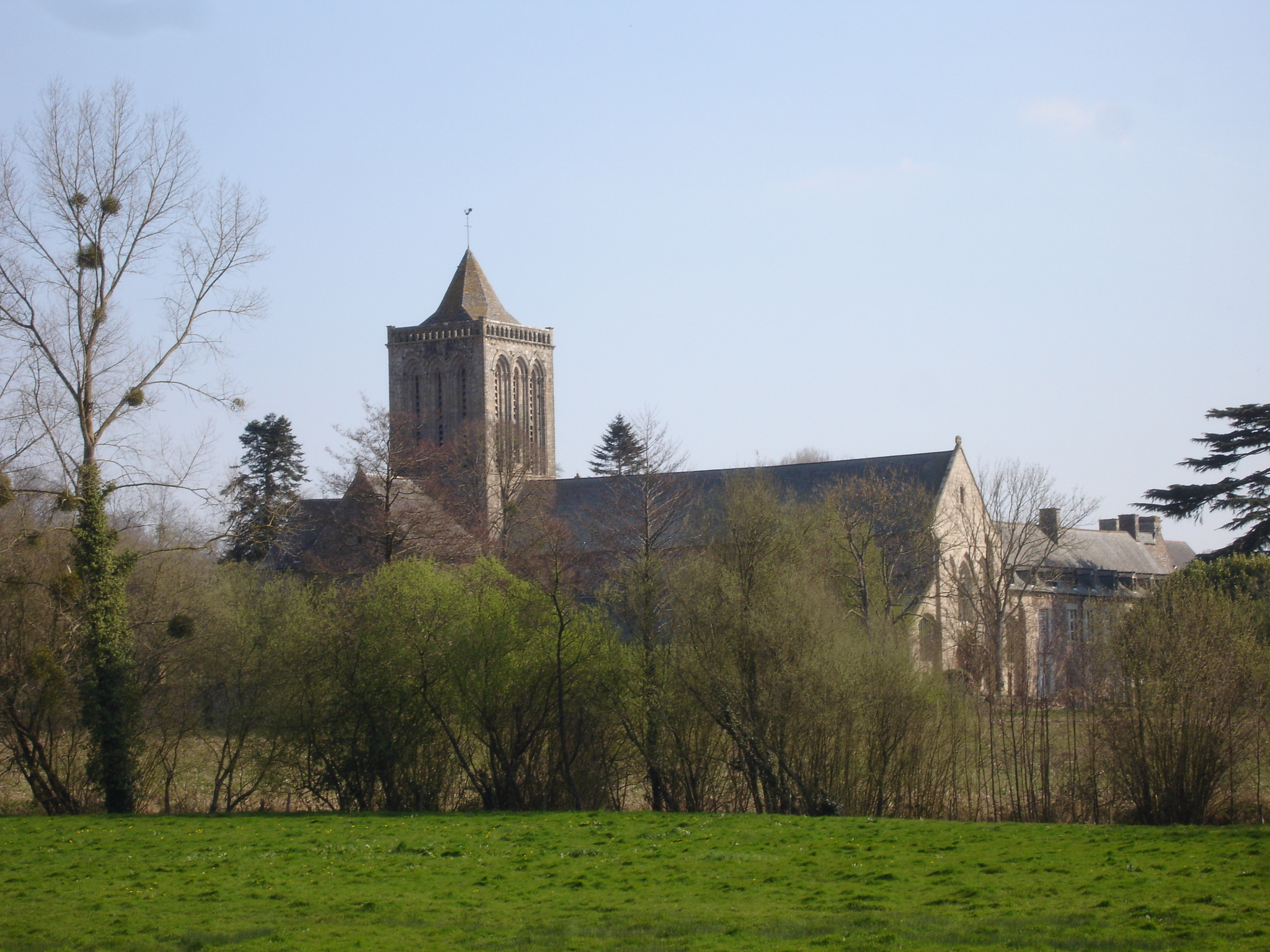
L'abadia de la Santíssima Trinitat de La Lucerne.

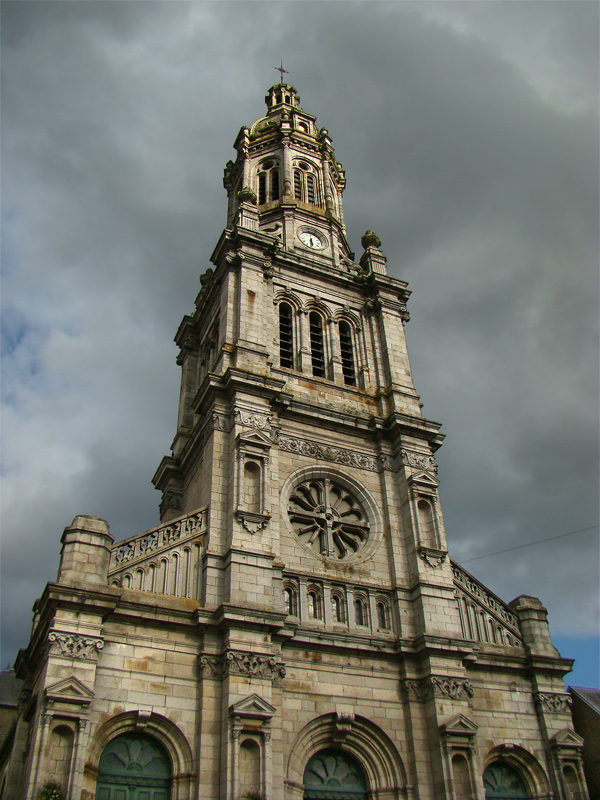
La basílica Saint-Gervais d'Avranches, edificada el, on es conserven les reliquies de sant Oberto (saint Aubert).

El bisbat d'Avranches  (francès: Diocèse d'Avranches, llatí: Dioecesis Abrincensis) és una seu suprimida de l'Església Catòlica a França.

## Territori
La diòcesi comprenia part de Normandia i s'estenia sobre l'Avranchin i el Mortainais. Limitava al nord amb la diòcesi de Coutances, a l'est amb les de Bayeux i de Le Mans, al sud amb l'arquebisbat de Rennes i a l'oest amb la diocesi de Dol i el mar.
La seu episcopal era la ciutat d'Avranches, a l'actual departament del Canal de la Manxa, on es trobava la catedral de Sant Andreu, avui desapareguda.
El 1764 la diòcesi va comptar amb 170 parròquies. El territori estava dividit en dos ardiaconats, Avranches i Mortain, que al seu torn es subdividien en quatre deganeries cadascuna.

## Història
Els orígens de la diòcesi d'Avranches estan embolicats en la foscor. La tradició reconeix a un sant Leonzio com a protobisbe que hauria viscut a finals del segle iv. Tanmateix, les fonts documentals admeten que el primer bisbe Nepo, que va participar en el concili d'Orléans del 511. Les excavacions arqueològiques han demostrat l'existència a principis del segle v, al lloc de l'antiga catedral, d'un edifici identificat amb una església, potser la catedral original.
Legedia, capital del poble cèltic dels Abrincati, era una civitas de la província romana de la Gàl·lia Celta segona, com ho demostra la Notitia Galliarum de principis del segle v. Des del punt de vista religiós, com a civil, Avranches depenia de la província eclesiàstica de l'arxidiòcesi de Rouen, la seu metropolitana provincial.
Avranches era la més petita de les diòcesis de Normandia, però tenia moltes parròquies i, sobretot, abadies. Aquestes inclouen dues abadies que tenien un prestigi internacional: la del Mont Saint-Michel, fundada en època del bisbe Oberto a principis del segle viii; i la de Savigny, construïda a principis del segle xii. Altres abadies eren les de Notre-Dame de Montmorel (ara a Poilley) i la de la Santíssima Trinitat de La Lucerne.
En el context de les incursions dels vikings dels segles IX i x, la diòcesi va experimentar un moment difícil i fosc; certament no se sap cap de bisbe entre Gualbert (862) i fins a Norgot (990).
En l'era de la reforma gregoriana, Avranches, amb el seu bisbe Jean de Bayeux (1060-1069), va estar involucrat en un renaixement cultural i religiós; al bisbe es deu la reforma del breviari i del missal, la publicació dels estatuts i ordenances per a la reforma de la diòcesi i del Liber de officiis ecclesiasticis.
Durant el llarg episcopat de Turgis, es va construir la catedral, acabada el 1121: ja no existeix, ja que es va ensorrar el 1794 com a resultat d'un treball descuidat ordenat pel rector Rioult de Montbray. Les dues torres de la façana, que havien sobreviscut al desastre, van ser volades amb dinamita a 1812.
El bisbe Jean de Saint-Avit (1391-1442) va passar els anys difícils de l'ocupació anglesa; partidari de Joana d'Arc, va ser empresonat, on va morir després de 10 anys de presó.
Durant les guerres religioses, els bisbes d'Avranches es trobaven entre els més tenaços opositors del calvinisme. Entre ells s'esmenten, en particular Ceneau Robert, autor d'obres de caràcter i controvèrsia històrica, i François de Pericard, que va patir un llarg setge de les tropes d'Enric IV i es va introduir a la diòcesi el ritu romà després del Concili de Trento.
Al final del segle XVII va ser bisbe d'Avranches l'escriptor Pierre-Daniel Huet, un membre de la l'Acadèmia Francesa. Entre les seves obres més importants és especialment evocador de donar un nou impuls cultural i educatiu al seminari de la diòcesi, establert el 1666, en època del bisbe Gabriel de Boislève.
La diòcesi va ser suprimida seguint el concordat amb la butlla Qui Christi Domini del Papa Pius VII del 29 de novembre de 1801, i el seu territori incorporat al de la diòcesi de Coutances. L'últim bisbe, Pierre-Augustin Godard de Belbeuf, en contravenció de les instruccions donades pel Papa a la Qui Christi Domini, no va renunciar i va morir exiliat a Anglaterra.
Des del 12 de juliol de 1854, els bisbes de Coutances poden afegir el títol de la seu d'Avranches al seu títol.

## Cronologia episcopal
Manuscrits del segle xii contenen un catàleg episcopal de la diòcesi d'Avranches, molt deficient en la part relacionada amb el període anterior al final del segle x; de fet, no hi ha bisbes documentats històricament, mentre que cinc bisbes que es consideren sants sobre els quals la informació històrica es redueix a un mínim o és inexistent.
- San Leonzio †[4]
- Nepo † (citat el 511)
- Perpetuo † (abans de 533 - després de 541)
- Egidio † (citat el 549)
- San Paterno † (segona meitat del segle vi)
- San Senerio o Senatore †
- San Severo †
- San Leodevaldo † (citat després de 576)
- Childoaldo o Ildoaldo † (abans de 614 - després de 627)[5]
- Regentrano † (vers 681/683 - ?)
- Sant'Oberto † (citat el 709)[6]
- Giovanni † (citat el 840)[7]
- Ansegaudo † (abans de 847 - després de 853)
- Remedio † (citat el 855)
- Valberto o Gualberto † (abans de 859 - després de 862)
  - Sede vacante
- Norgot † (citat el 990)
- Maugis † (abans de 1022 - després de 1026)
- Hugues † (1028 - després de 1054)
- Jean de Bayeux † (de setembre de 1060 - d'agost de 1069 nomenat arquebisbe de Rouen)
- Michel † (abans de 1071 - 26 de gener de 1094 mort)
- Turgis † (1094 - 6 o 7 de gener de 1134 mort)
- Richard de Beaufay † (1134 - 25 d'abril de 1142 mort)
- Richard de Subligny † (1142 - 14 d'agost de 1153 mort)[8]
- Herbert † (1153/1156 - 6 de setembre de 1160 mort)
- Beato Acardo di San Vittore † (abans de 27 de març de 1161 - 29 de març de 1171[9] mort)
- Richard † (1171 - 29 de juliol de[10] 1182 mort)
- Guillaume Burel † (1182 - 17 o 18 de març de 1196 mort)
- Guillaume de Chemillé † (1196 - després de 16 d'octubre de 1197 nomenat bisbe d'Angers)
- Guillaume Tholom (Ptolomeus) † (21 de setembre de 1198 - 22 d'agost de 1210 mort)
- Guillaume d'Otelles † (1212 - 28 d'octubre de 1236 mort)
- Guillaume de Sainte-Mère-Eglise † (8 de desembre de 1236 - 17 de febrer de 1253 mort)
- Richard l'Anglais (o Langlois) † (30 de setembre de 1253 - 1269 mort)
- Raoul de Thieuville † (de novembre de 1269 - desembre de 1292 mort)
- Geoffroi Boucher † (1293 - febrer o abril de 1306 mort)
- Nicolas de Luzarches † (27 d'agost de 1306 - 24 d'abril de 1311 mort)
- Michel de Pontorson † (abans de 25 de desembre de 1311 - 13 de desembre de 1312 mort)
- Jean de La Mouche † (16 d'agost de 1317 - 13 de març de 1327 mort)
- Jean de Vienne † (6 d'abril de 1328 - 14 de desembre de 1330 nomenat bisbe de Thérouanne)
- Jean de Hautefune † (14 de desembre de 1330 - 4 de maig de 1358 mort)
- Foulque Bardoul † (17 d'octubre de 1358 - ? mort)
- Robert de La Porte † (14 d'octubre de 1359 - 1379 mort)
- Laurent de Faye † (6 d'agost de 1379 - abril o de juny de 1391 mort)
- Jean de Saint-Avit, O.S.B. † (7 d'octubre de 1391 - 22 de juliol de 1442 mort)
- Martin Pinard † (3 de setembre de 1442 - 10 de gener de 1453 mort)
- Jean Bouchard † (28 d'abril de 1453 - 28 de novembre de 1484 mort)
- Louis de Bourbon-Vendôme † (17 de desembre de 1484 - 21 d'octubre de 1510 mort)
- Louis Herbert † (27 de febrer de 1511 - 4 d'abril de 1526 mort)
  - Agostino Trivulzio † (2 de maig de 1526 - 19 d'octubre de 1526 renuncià) (administrador apostòlic)
- Jean de Langeac † (22 d'octubre de 1526 - 17 d'abril de 1532 nomenat bisbe de Llemotges)
- Robert Ceneau † (17 d'abril de 1532 - abril de 1560 mort)
- Antoine Le Cirier † (2 de juny de 1561 - 17 de gener de 1575 mort)
- Augustin Le Cirier † (22 d'abril de 1575 - 23 de març de 1580 mort)
  - Sede vacante (1580-1583)
- Georges de Péricard † (28 de març de 1583 - 22 de juliol de 1587 mort)
- François de Péricard † (8 de gener de 1588 - 25 de novembre de 1639 mort)
  - Sede vacante (1639-1642)
- Charles Vialart de Saint-Paul † (26 de maig de 1642 - 15 de setembre de 1644 mort)
- Roger d'Aumont † (20 de març de 1645 - 1651 renuncià)
- Gabriel de Boislève † (28 d'octubre de 1651 - desembre de 1667 mort)
- Gabriel-Philippe de Froulay de Tessé † (26 de novembre de 1668 - 27 d'abril o 4 de maig de 1689 mort)
  - Fabius Brulart de Sillery † (10 de juny de 1689 - 21 de gener de 1692 nomenat bisbe de Soissons) (bisbe electe)
- Pierre-Daniel Huet † (5 de maig de 1692 - 20 d'abril de 1699 renuncià)
- Roland-François de Kerhoën de Coëtanfao † (5 d'octubre de 1699 - octubre de 1719 mort)
- César Le Blanc, C.R.S.A. † (20 de març de 1720 - 13 de març de 1746 mort)
- Pierre Jean-Baptiste Durand de Missy † (19 de setembre de 1746 - 4 d'abril de 1764 mort)
- Raymond de Durfort-Léobard † (20 d'agost de 1764 - 4 d'agost de 1766 renuncià)
- Joseph-François de Malide † (6 d'agost de 1766 - 25 de febrer de 1774 renuncià)
- Pierre-Augustin Godard de Belbeuf † (18 d'abril de 1774 - 26 de setembre de 1808 mort)
  - Seu suprimida